# Torymus vesiculi
Torymus vesiculi är en stekelart som beskrevs av Moser 1956. Torymus vesiculi ingår i släktet Torymus och familjen gallglanssteklar. Inga underarter finns listade i Catalogue of Life.